# هری فاستر (بازیکن فوتبال)
هری فاستر (انگلیسی: Harry Foster؛ ۲۰ مارس ۱۸۹۸ – ۱۹۸۰ (۸۱−۸۲ سال)) بازیکن فوتبال بود.